# Bettendorf (Francja)
Bettendorf – miejscowość i gmina we Francji, w regionie Grand Est, w departamencie Górny Ren.
Według danych na rok 1999 gminę zamieszkiwało 427 osób, 90 os./km².

## Demografia
| Rok  | Liczba mieszkańców |
| 1962 | 272                |
| 1968 | 318                |
| 1975 | 329                |
| 1982 | 342                |
| 1990 | 394                |
| 1999 | 427                |